# Saint-Louis-lès-Bitche
Saint-Louis-lès-Bitche è un comune francese di 539 abitanti situato nel dipartimento della Mosella nella regione del Grand Est.

## Società

### Evoluzione demografica
Abitanti censiti